# Stanislav Lioubchine
Stanislav Andreevitch Lioubchine (en russe : Станисла́в Андре́евич Любши́н), né le  6 avril 1933 à Moscou, est un acteur et réalisateur soviétique et russe. 

## Biographie
Diplômé de l'École supérieure d'art dramatique Mikhaïl-Chtchepkine en 1959, Stanislav Lioubchine intègre la troupe du théâtre Sovremennik qu'il quittera pour le théâtre de la Taganka en 1964. De 1974 à 1977, il travaille au théâtre dramatique Maria-Iermolova, de 1977 à 1979 - au théâtre sur Malaïa Bronnaïa. Depuis 1981 - acteur du théâtre d'art Anton-Tchekhov.
Il débute au cinéma en 1957, avec une apparition dans La symphonie de Leningrad de Zakhar Agranenko.  En 1963, il obtient son premier rôle principal dans La troisième fusée de Ritchard Viktorov, un film adapté de la nouvelle éponyme de Vassil Bykov. Il connaît une gloire nationale en 1968, après la sortie du drame de guerre Le Glaive et le Bouclier dans lequel il joue un agent secret soviétique infiltré dans le haut commandement de la Wehrmacht.
En tant que réalisateur, il signe deux films  - Invite-moi dans le lointain éblouissant (1977) en collaboration avec Guerman Lavrov (en 1977, le film a reçu le Grand Prix et le Prix FIPRESCI au Festival international du film de Mannheim-Heidelberg, Allemagne) et Trois années (1980) en collaboration avec Dmitri Dolinine.
En 2018, il fut lauréat du prix national du théâtre Masque d'or  pour sa contribution exceptionnelle au développement de l'art théâtral et des Turandot de cristal dans la catégorie Pour l'honneur et la dignité.

## Filmographie
- 1958 : Il n'y aura pas de départ aujourd'hui (Сегодня увольнения не будет) de Andreï Tarkovski : sapeur
- 1965 : J'ai vingt ans (Мне двадцать лет) de Marlen Khoutsiev : Slava Kostikov
- 1968 : Le Glaive et le Bouclier (Щит и меч) de Vladimir Bassov : Alexander Belov
- 1972 : À bâtons rompus (Печки-лавочки) de Vassili Choukchine : fils du professeur
- 1973 : Un monologue (Монолог) de Ilya Averbakh : Konstantin
- 1974 : Ksenia, la femme bien-aimée de Fedor (Ксения, любимая жена Фёдора) de Vitali Melnikov : Fedor
- 1976 : Un mot pour la défense (Слово для защиты) de Vadim Abdrachitov : Vitali
- 1976 : Romance sentimentale (Сентиментальный роман) de Igor Maslennikov : Andreï
- 1977 : La Steppe (Степь) de Sergueï Bondartchouk : Konstantin
- 1979 : Cinq Soirées (Пять вечеров) de Nikita Mikhalkov : Alessandro Iline
- 1979 : Le Thème (Тема) de Gleb Panfilov : Fossoyeur
- 1986 : Kin-dza-dza! (Кин-дза-дза!) de Gueorgui Danielia : Oncle Vova, contremaître
- 1992 : Voir Paris et mourir (Увидеть Париж и умереть) d'Alexandre Prochkine : Solodov
- 1997 : Le Tsarévitch Alexis (Царевич Алексей) de Vitali Melnikov : Piotr Andreïevitch Tolstoï
- 2015 : Dragon Inside Me (Он - дракон) de Indar Dzhendubaev  : le père de Miroslava